# Werner Krämer
Werner Krämer (22. ledna 1940 Duisburg – 12. února 2010 Duisburg) byl německý fotbalista, záložník.

## Fotbalová kariéra
V německé bundeslize hrál za MSV Duisburg, Hamburger SV a VfL Bochum. V německé bundeslize nastoupil ve 302 ligových utkáních a dal 77 gólů. V Poháru vítězů pohárů nastoupil v 9 utkáních a dal 1 gól a ve Veletržním poháru nastoupil ve 6 utkáních a dal 4 góly. Byl členem stříbrné reprezentace Německa na Mistrovství světa ve fotbale 1966, nastoupil v utkání proti Španělsku. 

## Ligová bilance
| Ročník                                  | Zápasy | Góly | Klub           |
| --------------------------------------- | ------ | ---- | -------------- |
| Německá fotbalová Bundesliga 1963/64    | 21     | 11   | Meidericher SV |
| Německá fotbalová Bundesliga 1964/65    | 27     | 18   | Meidericher SV |
| Německá fotbalová Bundesliga 1965/66    | 29     | 13   | Meidericher SV |
| Německá fotbalová Bundesliga 1966/67    | 28     | 5    | MSV Duisburg   |
| Německá fotbalová Bundesliga 1967/68    | 30     | 7    | Hamburger SV   |
| Německá fotbalová Bundesliga 1968/69    | 17     | 2    | Hamburger SV   |
| 2. německá fotbalová Bundesliga 1969/70 | 33     | 4    | VfL Bochum     |
| 2. německá fotbalová Bundesliga 1970/71 | 30     | 5    | VfL Bochum     |
| Německá fotbalová Bundesliga 1971/72    | 28     | 2    | VfL Bochum     |
| Německá fotbalová Bundesliga 1972/73    | 11     | 1    | VfL Bochum     |
| CELKEM 1. liga                          | 304    | 37   |                |